# Ternivka, Novohrad-Volînskîi
Ternivka (în ucraineană Тернівка) este o comună în raionul Novohrad-Volînskîi, regiunea Jîtomîr, Ucraina, formată numai din satul de reședință.

## Demografie
Componența lingvistică a comunei Ternivka
     Ucraineană (99,56%)
     Alte limbi (0,44%)
Conform recensământului din 2001, majoritatea populației comunei Ternivka era vorbitoare de ucraineană (99,56%), existând în minoritate și vorbitori de alte limbi.